# Château de Dinteville
Le château de Dinteville est situé sur la commune de Dinteville, à 30 km à l'ouest de Chaumont, en Haute-Marne dans la région Grand Est. Le château est inscrit au titre des monuments historiques en 1971, 1996 et 2000.

## Histoire
Le château de Dinteville a été construit au XVIe siècle autour d'un important donjon du XIIIe siècle.
Du XIIIe au XVIe siècle (jusqu'en 1608), le château était la propriété de la famille de Jaucourt. La famille était très active en Champagne sous François Ier en partie sous le patronyme Dinteville, elle s'éteindra en 1607.
Le château est racheté en 1703 et restauré selon les critères du XVIIIe siècle. Il est resté depuis cette époque dans la même famille. Gregoire Orlyk épouse une Dinteville et y residera.

## Architecture
Le château actuel date du XVIe siècle. Il fut construit sur le plan d'origine du XIIIe siècle. Il fut transformé au XVIIIe et au XIXe siècle. 
La plate-forme rectangulaire entourée de douves et les deux tours rondes cantonnant le corps de logis sont peut-être des vestiges de la construction primitive. Le corps de logis daté de 1706 est un gros corps de bâtiment sous haut comble bordant un des côtés de la plate-forme. L'avant-corps central et les deux courtes ailes du corps de logis sont des aménagements du début du XVIIIe et du XIXe siècle.
La grille du jardin est datée de 1753.

Des dépendances ont été construites entre 1809 et 1848. 

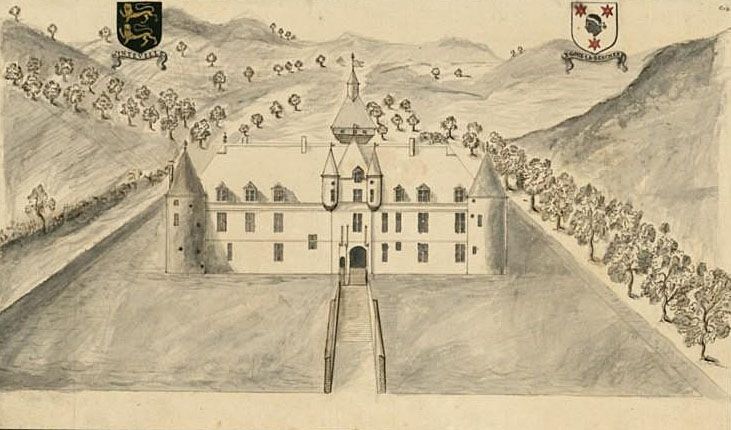
Le chasteau de Dinteville en Champagne du costé de l'entrée par le Village
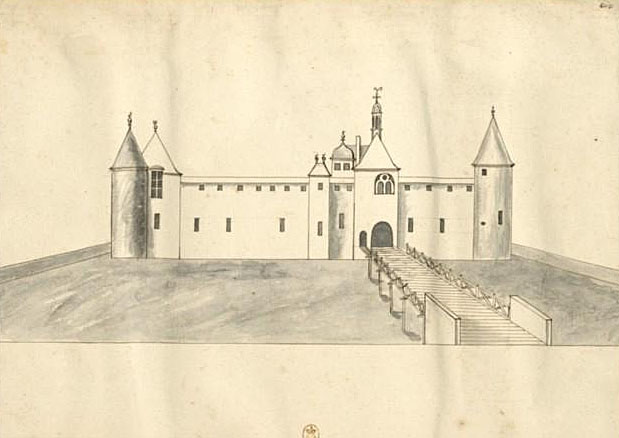
La face de derrière du chasteau de Dinteville qui regarde le jardin.
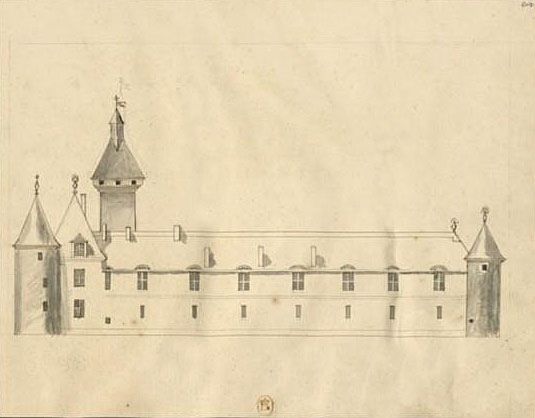
Aisle du chasteau de Dinteville où est la grande galerie à droite.
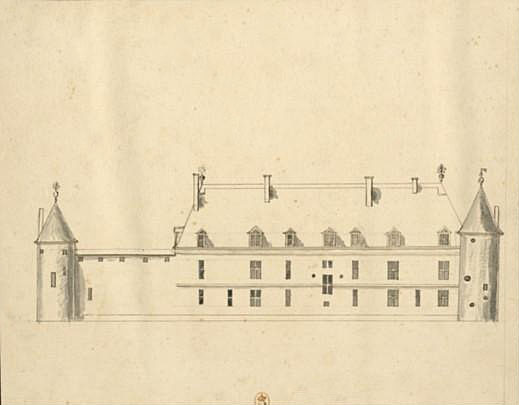
Aisle gauche du chasteau de Dinteville qui fait face aux vignes et aux bois du Seig.r.

Le château, sa cour d'honneur, les douves et leur pont ainsi que le grand salon, la salle de chasse du premier étage et la pièce du rez-de-chaussée devenue cuisine ont été inscrites monument historique le 15 juillet 1971, puis le 30 janvier 1996 l'orangerie, les deux pavillons d'entrée et le pigeonnier  et enfin le 19 juin 2000, le parc, ses aménagements hydrauliques et son mur de clôture ainsi que l'ancien pressoir et la vinée.

## Parc et jardins
Le parc possède des aménagements hydrauliques. Le canal se déverse dans les douves par une cascade importante. Son orangerie est toujours intacte. Le parc mêle des éléments réguliers et paysagers témoignant d’une création continue. D’une composition régulière, Dinteville garde une allée d’eau alimentée par les douves du château et bordée d’alignements de tilleuls. La composition paysagère s’ordonne de part et d’autre d’une rivière à l’anglaise. Le parc comprend en outre deux petits pavillons du XVIIIe siècle.

## Visite
Le parc et une partie du château se visitent en saison ou sur rendez vous. La visite comprend une suite de salles présentant l'histoire du château ainsi qu'une salle consacrée au diplomate et militaire ukrainien Grégoire Orlyk.

## Galerie photos

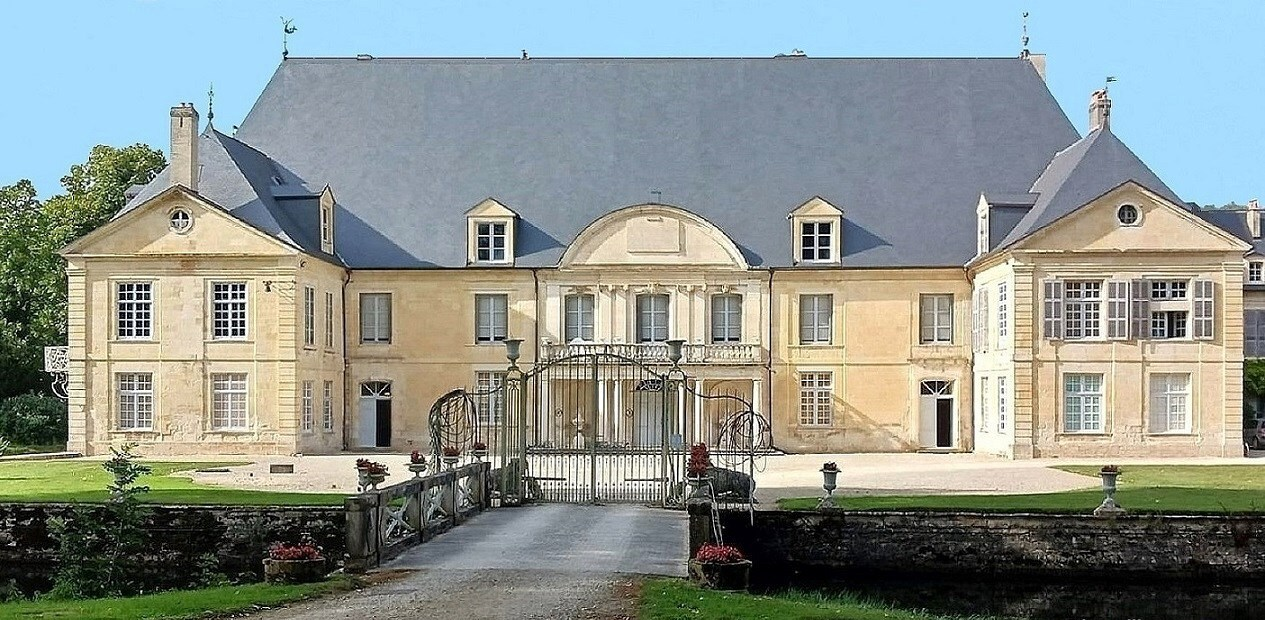
le Château